# Băile Govora
Băile Govora – miasto w południowej Rumunii, na stokach Karpat Południowych (okręg Vâlcea).
Miasto to uzdrowisko z borowiną i źródłami mineralnymi. Liczba mieszkańców w 2003 roku wynosiła ok. 3 tys.
W trzeciej dekadzie września 1939 do Băile Govora przybyła Grupa Rezerwy Policyjnej z Warszawy.
W mieście rozwinął się przemysł chemiczny.